# General Multilingual Environmental Thesaurus
Le GEMET, ou GEneral Multilingual Environmental Thesaurus, est un thésaurus documentaire multilingue développé et publié par l'Agence européenne pour l'environnement.
GEMET est la compilation de plusieurs vocabulaires multilingues, et présente la forme d'un thésaurus général, ayant pour but de définir une terminologie générale pour le domaine de l'environnement. La version actuelle est disponible en 22 langues et contient plus de 6000 descripteurs.
GEMET est disponible au public sous plusieurs formats. On peut naviguer et rechercher dans le vocabulaire en ligne, l'interroger par des Services Web, ou le télécharger aux formats HTML ou SKOS.
GEMET fait partie du projet XMDR, qui est un registre de métadonnées.

## Compléments